# NGC 4079
NGC 4079 est une vaste galaxie spirale intermédiaire située dans la constellation de la Vierge. NGC 4079 a été découverte par l'astronome britannique John Herschel en 1828.

## Caractéristiques
La classe de luminosité de NGC 4079 est II-III et elle présente une large raie HI.

### Distance
Sa vitesse par rapport au fond diffus cosmologique est de 6 459 ± 27 km/s, ce qui correspond à une distance de Hubble de 95,3 ± 6,7 Mpc (∼311 millions d'al).
À ce jour, sept mesures non basées sur le décalage vers le rouge (redshift) donnent une distance de 83,400 ± 12,694 Mpc (∼272 millions d'al), ce qui est à l'intérieur des valeurs de la distance de Hubble. Notons cependant que c'est avec la valeur moyenne des mesures indépendantes, lorsqu'elles existent, que la base de données NASA/IPAC calcule le diamètre d'une galaxie et qu'en conséquence le diamètre de NGC 4079 pourrait être d'environ 80,4 kpc (∼262 000 al) si on utilisait la distance de Hubble pour le calculer.

### Classification
Le début d'une barre est clairement visible sur l'image obtenue des données de l'étude SDSS. La classification de spirale intermédiaire par les bases de données NASA/IPAC et HyperLeda semble plus appropriée à cette galaxie.